# Quercus cualensis
Quercus cualensis és una espècie de roure que pertany a la família de les Fagàcies i està dins de la secció Lobatae, dins del gènere Quercus. Creix a Mèxic a l'estat de Jalisco, entre els 1800-2300 m.

## Descripció
És un arbre perennifoli que arriba assolir els 10-15 m d'alçada; i que molt freqüentment és en forma arbustiva. L'escorça és grisa, clivellada. Les branques són primes, amb nombroses pàl·lides lenticel·les, amb molt petites gemmes arrodonides, i amb escates ciliades. Les fulles fan entre 3-10 cm de llarg i 1-2 cm d'ample, el·líptiques o estretament lanceolades. L'àpex de les fulles és agut, mucronat, base arrodonida o lleugerament cuneïforme, marge sencer, glabres per sobre i pàl·lides, sense pèl, o de vegades amb flocs axil·lars, per sota, amb 10-15 parells de venes. El pecíol fa 0,5 de llarg. Les glans fan 1,5 cm de llarg, ovoides, de color marró clar, 1 o 2 junts en una tija curta. La copa tanca 1/4 a 1/3 de la nou, adprès, grisenc, escales ciliades, i maduren al cap de 2 anys.